# Air-Philippines-Flug 541
Der Air-Philippines-Flug 541 war ein Linieninlandsflug der Fluggesellschaft Air Philippines von Manila nach Davao. Am 19. April 2000 ereignete sich auf diesem Flug ein schwerer Unfall, als eine Boeing 737-2H4 (RP-C3010) im Anflug auf Davao ins Gelände geflogen wurde. Bei dem Unfall wurden alle 131 Menschen an Bord getötet. Es handelt sich um den schwersten Flugunfall auf den Philippinen.

## Flugzeug
Bei der betroffenen Maschine handelte es sich um eine Boeing 737-2H4, die im Werk von Boeing in Renton im Bundesstaat Washington endmontiert wurde und am 19. Januar 1978 ihren Erstflug absolvierte. Das Flugzeug trug die Werksnummer 21447, es handelte sich um die 508. Boeing 737 aus laufender Produktion. Die Maschine wurde für die GE Capital Corporation gebaut und am 2. Februar 1978 fabrikneu an deren Leasingkunden Southwest Airlines ausgeliefert, die diese mit dem Luftfahrzeugkennzeichen N50SW in Betrieb nahm. Die Air Philippines übernahm die Maschine am 16. März 1999 von der Southwest Airlines und ließ sie mit dem neuen Kennzeichen RP-C3010 zu. Das zweistrahlige Schmalrumpfflugzeug war mit zwei Triebwerken des Typs Pratt & Whitney JT8D-9A ausgestattet. Bis zum Zeitpunkt des Unfalls hatte die Maschine eine Gesamtbetriebsleistung von 68.475 Betriebsstunden absolviert, auf die 79.522 Starts und Landungen entfielen.

## Passagiere und Besatzung
Den Flug von Manila nach Davao City hatten 124 Passagiere angetreten, es befanden sich sieben Besatzungsmitglieder an Bord. Unter den Passagieren befand sich ein 35-jähriger Mann aus Australien, der mit seiner philippinischen Ehefrau und der gemeinsamen Tochter reiste. Die Familie war in Manila ansässig. Ob sich weitere ausländische Passagiere an Bord befanden, ist nicht bekannt.

## Unfallhergang
Die Maschine startete gegen 5:30 Uhr morgens in Manila zum Flug nach Davao City. Als die Maschine gegen 7 Uhr morgens den Zielflughafen anflog, befand sich eine Douglas DC-9 der Cebu Pacific auf der Start- und Landebahn und bereitete sich auf den Start nach Cebu vor. Die Flugsicherung erteilte der Besatzung der Boeing die Anweisung, Warteschleifen zu fliegen. Kurz darauf flog die Maschine in tiefhängende Wolken ein. Während Warteschleifen mit der Maschine geflogen wurden, streifte diese plötzlich in einer Höhe von 500 Fuß über dem Meeresspiegel einen Kokosnussbaum, wobei ein Teil der Tragfläche abbrach. Die Piloten versuchten noch, vollen Schub zu geben, doch konnten sie eine Kollision mit dem Gelände nicht mehr abwenden. Die Maschine stürzte einige Kilometer westlich des Flughafens in einen Kokosnusshain. Die Boeing brach auseinander und brannte aus, alle 131 Insassen wurden getötet.